# Kasteel Chojnik
In Sobieszów (sinds 1976) een stadsdeel van Jelenia Góra in Polen ligt de ruïne van Kasteel Chojnik uit de 12e eeuw. Het kasteel ligt op de top van een heuvel van 627 meter hoogte.
Bolko II versterkte het oorspronkelijke jachtslot in 1364 tot een kasteel. Omdat hij kinderloos stierf, ging het kasteel over naar de familie Schaffgotsch. In 1675 brandde de burcht door de bliksem geheel af. Daarna werd het kasteel nooit meer herbouwd.
Het bos op de heuvel waarop de ruïne van het kasteel ligt, is onderdeel van het Nationaal park Karkonosze. Op de heuvel zijn grotten en rotsformaties.